# Paso Yobai
Paso Yobai é uma cidade do Paraguai, Departamento Guairá.

## Transporte
O município de Paso Yobai é servido pelas seguintes rodovias:
- Caminho de pavimento ligando a cidade ao município de Mbocayaty del Guairá.[1][2][3]